# Astidamia (figlia di Forbante)
Astidamia (in greco antico: Ἀστυδάμεια?, Astydámeia) è un personaggio della mitologia greca, sorella di Augia re di Elide.

## Mitologia
Madre di Lepreo, persuase Eracle a riconciliarsi col figlio, il quale aveva in precedenza convinto Augia a non ricompensarlo nella fatica di ripulire le sue stalle.
L'ira scatenata da Eracle per non essere stato ricompensato del suo lavoro causò la morte dello stesso Augia, mentre lei riuscì a salvare Lepreo, che aveva osato attaccare l'eroe.
Dopo essersi riconciliato con Ercole, Lepreo propose di fare tre gare ad Eracle: ne perse due vincendone una, così propose di fare la lotta, ed Eracle lo uccise.